# Traktat ustanawiający Europejską Wspólnotę Węgla i Stali
Traktat ustanawiający Europejską Wspólnotę Węgla i Stali (TEWWiS)- traktat podpisany 18 kwietnia 1951 r. w Paryżu (jako traktat paryski). Postanowienia TEWWiS zmieniane były następnie postanowieniami innych traktatów:
- Bruksela 1965 (fuzyjny)
- Budżetowy I
- Akcesyjny 1972
- Budżetowy II
- Akcesyjny 1979
- Traktat grenlandzki
- Akcesyjny 1985
- Jednolity akt europejski
- Maastricht 1991
- Akcesyjny 1994
- Amsterdamski 1997

Traktat ustanawiający Europejską Wspólnotę Węgla i Stali wygasł 23 lipca 2002 r.